# Нушори-Боло
Нушори-Боло (тадж. Нушори Боло) — деха́ (сельский населённый пункт) в Таджикабадском районе РРП Таджикистана. Входит в состав сельской общины (джамоата дехота) Нушор, его административный центр. Расстояние от села до центра района (пгт Таджикабад) — 9 км. Население — 2729 человек (2017 г.), таджики. Население в основном занято сельским хозяйством (животноводство и растениводство). Земли орошаются главным образом водами горных источников.